# آرسینوئه‌ددان
آرسینوئه‌ددان (نام علمی: Arsinoitheriidae) نام یک تیره از راسته سنگین‌پایان است.